# أسلوب جمعية علم النفس الأمريكية

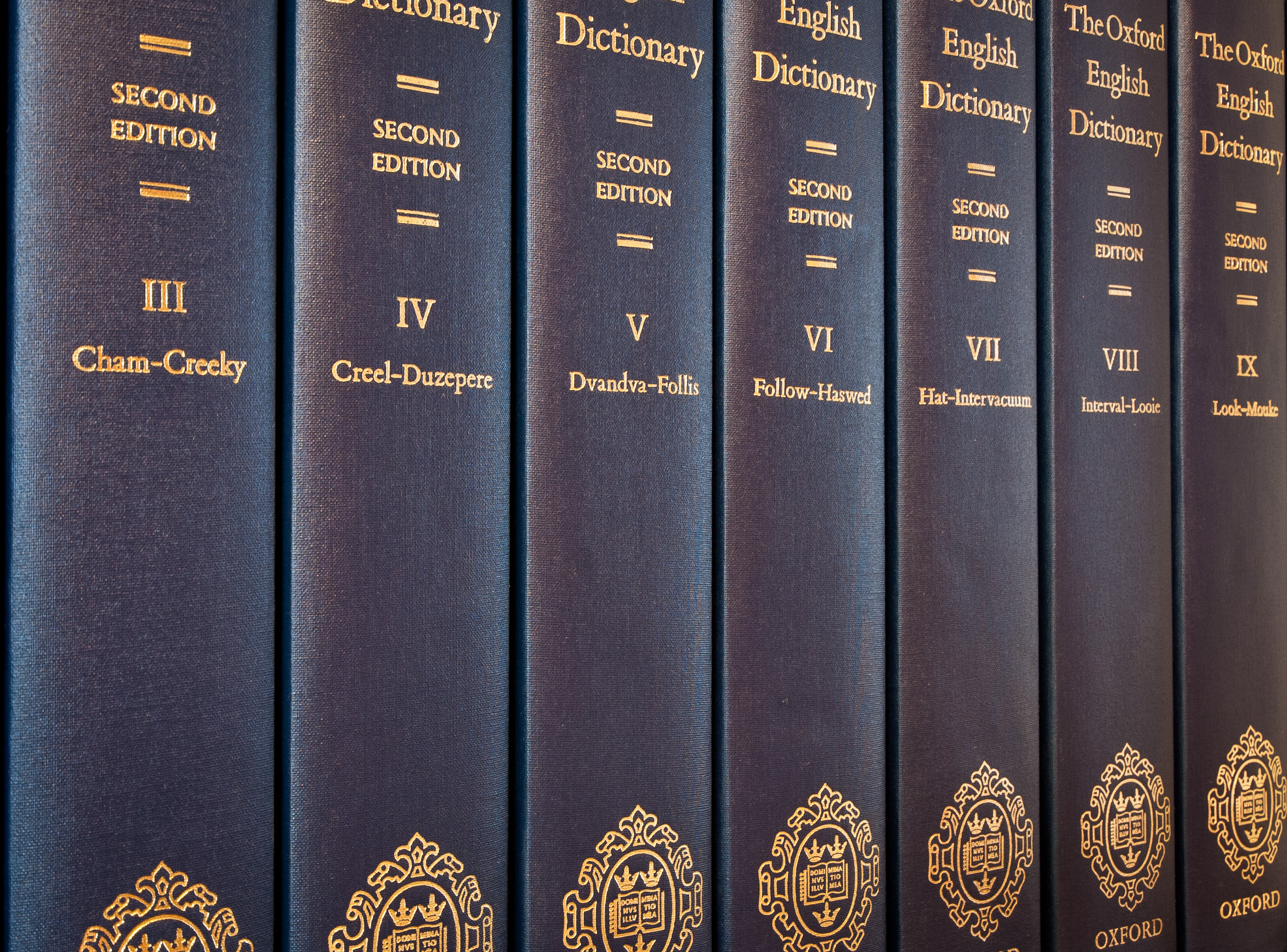

أسلوب جمعية علم النفس الأمريكية (بالإنجليزية: APA style)‏ هو أسلوب كتابة ونَسْق خاص بالوثائق الأكاديمية كالكتب والورقات العلمية. وهو مبيَّن في دليل الأسلوب الخاص بجمعية علم النفس الأمريكية، الحامل لعنوان دليل النشر لجمعية علم النفس الأمريكية (بالإنجليزية: The Publication Manual of the American Psychological Association)‏. لهذا الأسلوب استخدام واسع من طرف الكثير من الدوريات والكتب ومختلف المنشورات العلمية، سواء بإجراء تعديلات عليه أو العمل به كما هو. الطبعة السابعة، وهي الأحدث، لدليل النشر هذا صدرت سنة 2020 م.
يعود أصل أسلوب APA لسنة 1929 م، حين اجتمع مجموعة من علماء النفس وعلماء الإنسان ومديري أعمال لإعداد توجيهات تنظم الكتابة العلمية بهدف تيسير الفهم. وقد نشروا بعدها توجيهاتهم في مقالة صدرت في دورية نشرة علم النفس وملأت سبع صفحات.

## روابط خارجية
- صفحة أسلوب جمعية علم النفس الأمريكية على موقع الجمعية نفسها